# Elatostema atropurpureum
Elatostema atropurpureum är en nässelväxtart som beskrevs av François Gagnepain. Elatostema atropurpureum ingår i släktet Elatostema och familjen nässelväxter. Inga underarter finns listade i Catalogue of Life.